# Dédé Rose Creppy
Dédé Rose Creppy, surnommée Maman Creppy ou Naan creppy, née le 22 décembre 1934 et morte le 5 juin 2023, est une femme d’affaires togolaise. Elle est considérée comme la doyenne des Nana Benz, ces riches commerçantes togolaises de pagne hollandais influentes dans les années 1970.

## Biographie

### Etudes et enfance
Dédé Rose Creppy nait le 22 décembre 1934, 1936 selon d'autres sources, à Aného, ville côtière du Togo. Orpheline à l'âge de 9 ans, elle grandit auprès de sa grand-mère maternelle qui l'initie au commerce de perle. Elle fait ses études primaires et secondaires à l'École publique des filles à Assivito et à l’École des Étoiles. Elle poursuit sa formation à l’École Nationale des Institutrices d’Atakpamé ou elle obtient un diplôme d'éducatrice,.

### Carrière professionnelle
Dédé Rose Creppy entame ses activités professionnelles comme revendeuse de perles avant de se lancer dans la vente de pagne hollandais dans les années 1960. Pendant trente ans elle fut la présidente de l'association professionnelle des revendeuses de tissus au Togo.

## Vie associative
Elle a été la presidente de l'association professionnelle des revendeuse de tissus (APRT).Ce point lui a value le respect des autorités.

## Prix et distinctions
Dédé Rose Creppy a été distinguée Officier de l'Ordre du Mono.

## Décès
Elle est décédée le 5 juin 2023.